# حوض حاج یوسف
حوض حاج یوسف مربوط به دوره پهلوی است و در راور، خیابان ۱۷شهریور، محله پایاب رجبی واقع شده و این اثر در تاریخ ۱۸ خرداد ۱۳۸۴ با شمارهٔ ثبت ۱۱۸۷۹ به‌عنوان یکی از آثار ملی ایران به ثبت رسیده است.